# Nicolas-Sylvestre Bergier
Nicolas-Sylvestre Bergier (Darney, 31 dicembre 1718 – Parigi, 9 aprile 1790) è stato un presbitero, teologo e scrittore francese.
Fu acerrimo critico dei "philosophes", ai quali muoveva, in particolare, l'accusa di distorcere i fatti sulla società in Cina e sul confucianesimo in genere

## Bio.grafia
Bergier nasce a Darney in Lorena. Dopo un corso di teologia presso l'Università di Besançon, consegue il titolo di medico e - dopo essere stato anche ordinato sacerdote - si reca a Parigi per completare gli studi. Tornato a Besançon nel 1748, gli viene affidata una parrocchia. In seguito diventa presidente del collegio della città, che in passato era stato sotto la direzione dei Gesuiti.
Nel 1769, l'arcivescovo di Parigi, Christophe de Beaumont du Repaire, lo nomina Canonico della Cattedrale, e da allora in poi Bergier risiede a Parigi. 

## Opere
Pio sacerdote ed energico studente, Bergier dedica gran parte del tempo a scrivere in difesa della religione. Accetta di correggere alcuni articoli della 
Encyclopédie, ma si trova costretto a scrivere anche articoli completamente originali, che poi formano il Dictionnaire de théologie, come sezione della Encyclopédie. Le opere di Bergier spaziano in tutti i campi della teologia apologetica, ad eccezione di "Les elementi Primitifs des langues" (Besançon, 1764) e "L'origine des Dieux du paganisme" (Paris, 1767).
Tra le sue più importanti opere apologetiche e teologiche si possono annoverare:
- Le Déisme refuté par lui-même (Paris, 1765);
- La Certitude des preuves du christianisme (Paris, 1767, also published in Migne's Démonstrations évangéliques, XI);
- Réponses aux Conseils raisonnables de Voltaire (Paris, 1771, also in Migne, ibid.);
- Réfutation des principaux articles du dictionnaire philosophique;
- Examen du matérialisme (Paris, 1771);
- Traité historique et dogmatique de la vraie religion (Paris, 1780, and 8 vols. 8vo., 1820).

Il Dictionnaire théologique ha subito numerose modifiche, soprattutto da parte di Thomas-Marie-Joseph Gousset in 8 volumi (Besançon, 1838) e di Jacques Paul Migne (Paris, 1850). Alcuni dei suoi scritti in materia di divorzio, la questione della misericordia di Dio e l'origine del male, nonché un volume di sermoni, sono stati pubblicati dopo la sua morte.